# Sexualstrafrecht
Das Sexualstrafrecht umfasst die Strafnormen für Verhaltensweisen mit Bezug zur Sexualität. Nach liberaler Auffassung dient das Sexualstrafrecht insbesondere dem Schutz der individuellen sexuellen Selbstbestimmung. Durch den Wandel der Sexualmoral ist auch das Sexualstrafrecht dem Wandel unterworfen. So diente das Sexualstrafrecht bis in die zweite Hälfte des 20. Jahrhunderts auch in den deutschsprachigen Ländern wesentlich dem Schutz der öffentlichen Sittlichkeit (Sittlichkeitsdelikte, vgl. z. B. Kuppelei und Gesetze zur Homosexualität), der Gesellschaftsordnung, der Familie und der Ehe (vgl. Ehebruch). 
Zwischen den Ländern und insbesondere zwischen den Kulturkreisen weichen das Sexualstrafrecht und die diesem zugrundeliegenden kulturellen Vorstellungen stark ab.

## EU-Recht
Im Bereich des Sexualstrafrechtes spielen auch Richtlinien und Rahmenbeschlüsse verfassungsrechtlich eine immer größere Rolle. Zu erwähnen wäre der Rahmenbeschluss 2004/68/JI des Rates vom 22. Dezember 2003, der durch die Richtlinie 2011/93/EU abgelöst wurde.

### Deutschland
Das deutsche Strafrecht hat das Sexualstrafrecht ausschließlich im Strafgesetzbuch (StGB) geregelt. Die Tatbestände sind dort im 13. Abschnitt (§§ 174 bis 184l StGB) zusammengefasst. 
Der Inzest ist im 12. Abschnitt im § 173 StGB geregelt. Die Regelungen, die Zwangsprostitution und damit zusammenhängende Handlungen betreffen, befinden sich im 18. Abschnitt (§§ 232, 232a und 233a).

### Österreich
Die wichtigsten Sexualstraftaten finden sich im 10. Abschnitt Strafbare Handlungen gegen die sexuelle Integrität und Selbstbestimmung (§§ 201–220b) des Strafgesetzbuches (StGB). Weitere Regelungen enthält das Pornographiegesetz.

### Schweiz
Die wichtigsten Sexualstraftaten finden sich im Kapitel «Strafbare Handlungen gegen die sexuelle Integrität» (Art. 187–200) des Strafgesetzbuches (StGB) geregelt.

## Vereinigte Staaten
In den Vereinigten Staaten werden Strafgesetze auf der Ebene der Bundesstaaten verabschiedet, sodass in jedem der Staaten bzw. Territorien ein jeweils eigenes Strafrecht gilt.
Eine Besonderheit des amerikanischen Rechtssystems, die sonst nur in wenigen anderen Ländern praktiziert wird, ist die Existenz von Sex offender registries. Sowohl auf nationaler Ebene als auch in den einzelnen Bundesstaaten bzw. Territorien werden verurteilte Sexualstraftäter in den USA zentral registriert. Die Informationen sind teils nur den Strafverfolgungsbehörden, teils aber auch der Öffentlichkeit zugänglich. Kalifornien hatte 1947 als erster Bundesstaat ein solches Register eingerichtet; weite Verbreitung fanden die Einrichtungen aber erst im Anschluss an den Jacob Wetterling Act und Megan's Law (beide 1994). Das nationale Register entstand 1996.
Eine weitere Besonderheit des amerikanischen Strafrechts ist das Konstrukt eines statutory rape („Vergewaltigung im Sinne des Gesetzes“). Personen unterhalb des Schutzalters werden vom Gesetz als zu sexuellen Handlungen grundlegend nicht zustimmungsfähig erachtet, was zur Folge hat, dass der ältere Partner auch bei faktisch einvernehmlichen Sexualkontakten etwa wegen Vergewaltigung angeklagt und verurteilt werden kann. Siehe auch Sexueller Missbrauch von Jugendlichen#Vereinigte Staaten.

### Beispiel New York State
Im Bundesstaat New York ist das Strafrecht seit 1909 im Penal Code der Consolidated Laws of New York geregelt. Vorausgegangen waren den Consolidated Laws die Revised statutes of the State of New York (1882).
Im Teil 3 des New York Penal Code werden unter Titel H (Offenses Against the Person Involving Physical Injury, Sexual Conduct, Restraint and Intimidation) in den Artikeln 130.00 bis 130.96 Sexualstrafbestände (Sex Offenses) behandelt. Im Einzelnen umfassen diese derzeit (2022):
- Artikel 130.20 – Sexual Misconduct: Genitale, orale oder anale Penetration einer Person, die dem Akt nicht zustimmt oder nicht zustimmungsfähig ist (in New York gelten etwa Personen unter 17 Jahren nach Artikel 130.05 als nicht zustimmungsfähig), oder mit einem Tier oder einem Toten.
- Art. 130.25 bis 130.35 – Rape in the Third/Second/First Degree: Genitale Vergewaltigung
- Art. 130.40 bis 130.50 – Criminal Sexual Act in the Third/Second/First Degree: Orale oder anale Vergewaltigung
- Art. 130.52 – Forcible Touching: Berührung intimer Körperteile gegen den Willen des Berührten
- Art. 130.53 – Persistant Sexual Abuse: Wiederholtes Begehen bestimmter der vorgenannten Sexualstrafbestände
- Art. 130.55 bis 130.65 – Sexual Abuse in the Third/Second/First Degree: Sexueller Missbrauch
- Art. 130.65-A bis 130.70 – Aggravated Sexual Abuse in the Fourth/Third/Second/First Degree: Erzwungene Penetration intimer Körperöffnungen mit Fremdkörpern
- Art. 130.75, 130.80 – Course of Sexual Conduct Against a Child in the First/Second Degree: Sexueller Kindesmissbrauch
- Art. 130.85 – Female Genital Mutilation: Weibliche Genitalverstümmelung
- Art. 130.90 – Facilitating a Sex Offense With a Controlled Substance: Begehung eines Sexualdelikts bei einer Person, der zu diesem Zwecke Drogen verabreicht wurde
- Art. 130.91 – Sexually Motivated Felony: Sexuell motivierte Verbrechen (z. B. Gruppenvergewaltigung, Sexualmord)

Artikel 130.38, der gleichgeschlechtliche Sexualakte zum Straftatbestand erklärte („A person is guilty of consensual sodomy when he engages in deviate sexual intercourse with another person.“), wurde im Anschluss an das Gerichtsurteil in der Sache New York v. Onofre (1980) ersatzlos gestrichen. Zu den Sexualdelikten, die in der Fassung von 1909 noch enthalten waren, später aber entfielen, zählen Crime against nature; sodomy (ursprünglich §690), Compulsory prostitution of wife (§1090) und Seduction (Verführung zum Geschlechtsverkehr unter Eheversprechen, §2175). Von den Sex Offenses, die heute unter Artikel 130 strafbar sind, existierte 1909 nur der Tatbestand der Vergewaltigung (Rape of first/second degree), der anders als heute auch nur bei nicht Verheirateten bestand.
Unter Titel M (Offenses Against Public Health and Morals) werden Gesetze zur Kontrolle der Prostitution (Article 230) und der Verbreitung von Pornografie (Article 235) geführt.
Unter Titel N (Offenses Against Public Order, Public Sensibilities and the Right to Privacy) wird u. a. öffentlicher Exhibitionismus (Art. 245.00: Public Lewdness) unter Strafe gestellt.
Unter Titel O (Offenses Against Marriage, the Family, and the Welfare of Children and Incompetents) werden Straftatbestände wie Bigamie, Ehebruch und Inzest (Art. 255: Offenses Affecting the Marital Relationship), Beihilfe zur weiblichen Genitalverstümmelung (Art. 260: Offenses Relating to Children, Disabled Persons and Vulnerable Elderly Persons) und Missbrauch von Kindern für pornografische Zwecke (Art. 263: Sexual Performance by a Child) behandelt. Ehebruch war, obwohl es in den USA deswegen heute nur noch selten zu einer tatsächlichen Strafverfolgung kommt, im Jahre 2021 noch in 17 Bundesstaaten strafbar, meist als misdemeanor (Vergehen), in Idaho, Oklahoma, Michigan und Wisconsin aber als felony („schweres“ Verbrechen).